# Jakub Orsava
Jakub Orsava (* 27. února 1991, Šumperk) je český profesionální hokejový útočník. Od juniorských let nastupoval za tým Třince, v roce 2016 přestoupil do BK Mladá Boleslav, od jara 2019 hrál za tým HC Kometa Brno. Těsně před uzavřením přestupového okna 31. ledna 2020 byl vyměněm s klubem Mountfield HK za Rudolfa Červeného.

## Hráčská kariéra
Zdroj:
- 2007–2008 HC Oceláři Třinec (E) - dor.
- 2008–2009 HC Oceláři Třinec (E) - jun.
- 2009–2010 HC Oceláři Třinec (E), HC Oceláři Třinec (E) - jun., Salith Šumperk (1. liga)
- 2010–2011 HC Oceláři Třinec ELH, Orli Znojmo (1. liga)
- 2011–2012 HC Oceláři Třinec ELH
- 2012–2013 HC Oceláři Třinec ELH
- 2013–2014 HC Oceláři Třinec ELH
- 2014–2015 HC Oceláři Třinec ELH
- 2015/2016 HC Oceláři Třinec ELH, HC Dynamo Pardubice ELH
- 2016/2017 BK Mladá Boleslav ELH
- 2017/2018 BK Mladá Boleslav ELH
- 2018/2019 BK Mladá Boleslav ELH, HC Kometa Brno ELH
- 2019/2020 HC Kometa Brno ELH, Mountfield HK (ELH)
- 2020/2021 Mountfield HK (ELH)
- 2021/2022 Mountfield HK (ELH)
- 2022/2023 HC Olomouc (ELH)
- 2023/2024 HC Olomouc (ELH)
- 2024/2025 HC Olomouc (ELH)

Byl členem reprezentací do 18 a 20 let, mezi lety 2011 a 2018 odehrál 17 utkání za seniorskou reprezentaci.